# Thomas Garrigus
Thomas Irvin Garrigus (* 9. November 1946 in Hillsboro; † 29. Dezember 2006 in Plains) war ein US-amerikanischer Sportschütze.

## Erfolge
Thomas Garrigus nahm an den Olympischen Spielen 1968 in Mexiko-Stadt teil, wo er im Trap 196 Punkte erzielte. Er war damit punktgleich mit Kurt Czekalla und Pāvels Seničevs, sodass es zu einem Stechen kam. In der ersten Runde des Stechens trafen Garrigus und Czekalla alle 25 Ziele, während Seničevs mit 23 Treffern ausschied. Auch in der zweiten Runde blieb Garrigus ohne Fehlschuss, während Czekalla dieses Mal zwei Fehlschüsse hinnehmen musste. Garrigus wurde somit Zweiter und erhielt die Silbermedaille. Bei Weltmeisterschaften sicherte er sich im Mannschaftswettbewerb 1969 in San Sebastián Silber.
Zwischen 1962 und 1982 gewann Garrigus 27 nationale Titel. Bei den Olympischen Spielen 1996 fungierte er als Schiedsrichter bei den Trap- und Skeetwettbewerben. Von 1992 bis 2002 war er als Nationaltrainer der US-amerikanischen Sportschützen tätig, zudem war er viele Jahre Direktor mehrerer Schützenclubs. Sein Sohn Robert Garrigus wurde Golfprofi.